# Kostel svatého Jana Nepomuckého (Zvičina)
Kostel svatého Jana Nepomuckého je římskokatolický filiální kostel na vrchu Zvičina v obci Třebihošť. Je chráněn jako kulturní památka České republiky.

## Historie
Stavba kamenného kostela na místě původního dřevěného kostelíku zasvěceného Janu Husovi z roku 1584 (dle dochovaných písemností bylo na portálu datum 2. 5. 1560) byla zahájena z podnětu majitele zdejšího panství Ferdinanda Kountínského roku 1706, jehož rod koupil panství Zvičinu (mj. i Dehtov a Třebihošť) roku 1657. Kostel byl stavebně dokončen a zasvěcen sv. Janu Nepomuckému roku 1711. V roce 1804 koupil panství Poličany rytíř František Cecinkar z Birnice a dal kostel opravit a přistavět věž. V této podobě je kostel uváděn ve verších K. V. Raise. Na jaře roku 1873 za bouřky zapálil kostel blesk a shořela střecha věže. Tehdejší majitelka panství Rosa von Hohenlohe odmítla kostel opravit a raději se zřekla patronátu nad ním. Oprava byla provedena v roce 1877 a byla uhrazena z veřejných sbírek. Majitelem kostela se stal okres Hostinné. Poslední velká oprava se uskutečnila v roce 1973.

## Interiér
Pískovcový hlavní oltář s postavou Boha Otce, ukřižovaného Krista a s klečícím Janem Nepomuckým v popředí a Janem Evangelistou a Janem Křtitelem po stranách z roku 1740 je od Jiřího Františka Pacáka, spolupracovníka Matyáše Bernarda Brauna. V roce 1760 byly umístěny na stěny kostela dřevěné konzoly se sochami sv. Jana Papeže, sv. Jana Kapistrána, sv. Jana z Boha, sv. Ivana, sv. Jana Zlatoústého a sv. Jana Almužníka.

## Bohoslužby
Bohoslužby se konají o pouti.